# Gadom
Gadom [ˈɡadɔm] (tiếng Đức: Wildenhagen) là một ngôi làng thuộc khu hành chính của Gmina Golczewo, thuộc quận Kamień, West Pomeranian Voivodeship, ở phía tây bắc Ba Lan.
Ngôi làng có dân số xấp xỉ 150.